# Felling
Felling – miejscowość w Anglii, w hrabstwie ceremonialnym Tyne and Wear, w dystrykcie metropolitalnym Gateshead. Leży 5 km na południowy wschód od centrum Newcastle i 394 km na północ od Londynu. W 2011 miejscowość liczyła 8908 mieszkańców.